# Асад, Омар
Ома́р Андре́с Аса́д (исп. Omar Andrés Asad; род. 9 апреля 1971, Буэнос-Айрес) — аргентинский футболист, проведший всю свою карьеру в составе «Велес Сарсфилда». Выступал за сборную Аргентины. В настоящий момент работает тренером.

## Биография

### Клубная карьера
Омар Асад родился в 1971 году в семье сирийских мигрантов. В испаноязычных странах выходцам из Ближнего Востока, вне зависимости от настоящего происхождения, часто дают прозвище «Турок», не стал исключением и Асад. Он выступал на позиции оттянутого форварда и зачастую смещался в середину поля.
Асад является воспитанником столичного «Велес Сарсфилда», в основном составе которого он дебютировал в сезоне 1991/92 (против «Тальереса» из Кордовы). В то время в «Велесе» начала формироваться сильнейшая команда в истории этого клуба. Спустя три года, в 1994 году, «Велес Сарсфилд» впервые в своей истории завоевал Кубок Либертадорес, и если главной звездой в команде был парагвайский вратарь-бомбардир Хосе Луис Чилаверт, то за созидание в атаке отвечал именно Омар Асад.
В финале главного южноамериканского клубного турнира аргентинская команда сошлась с сильнейшим клубом мира — бразильским «Сан-Паулу», дважды подряд до того владевшим Межконтинентальным кубком. В Буэнос-Айресе «Велес» одержал победу благодаря голу Асада, забитому на 35 минуте. В ответной игре Мюллер забил единственный гол уже у бразильской команды (с пенальти на 33 минуте) и для определения победителя потребовались послематчевые пенальти. В них со счётом 5:3 сильнее оказалась аргентинская команда.
1 декабря того же года в Токио состоялся матч за Межконтинентальный кубок, в котором сошлись «Велес Сарсфилд» и «Милан». Аргентинская команда обыграла победителя Лиги чемпионов со счётом 2:0 — на 50-й минуте с пенальти счёт открыл Роберто Тротта, а спустя семь минут Омар Асад увеличил преимущество своей команды. Асад был признан лучшим игроком этого матча.
Также в активе Омара Асада — победы в Суперкубке Либертадорес, Рекопе, Межамериканском кубке и четыре титула чемпиона Аргентины.
Благодаря своей выдающейся игре Асад в 1995 году стал выступать за сборную Аргентины, однако в конце того же года получил серьёзную травму, остановившую прогресс в игре «Турко». Он завершил свою карьеру в 2000 году в возрасте всего лишь 29 лет. Длительное время работал в структуре «Велес Сарсфилда» с молодёжными и юношескими командами. В 2010 году начал самостоятельную тренерскую карьеру.

### Личная жизнь
Омар Асад — племянник бывшего игрока сборной Аргентины (в 1975—1976 гг.), также выступавшего в 1970-е годы за «Велес Сарсфилд», Хулио Асада. В 2013 году в основном составе «Велеса» дебютировал сын Омара — Ямиль Асад.

## Достижения
В качестве игрока
- Чемпион Аргентины (4): Кл. 1993, Ап. 1995, Кл. 1996, Кл. 1998
- Обладатель Кубка Либертадорес (1): 1994
- Обладатель Суперкубка Либертадорес (1): 1996
- Обладатель Рекопы Южной Америки (1): 1997
- Обладатель Межамериканского кубок (1): 1996
- Обладатель Межконтинентального кубка (1): 1994
- Лучший игрок Межконтинентального кубка (1): 1994

В качестве тренера
- Чемпион Боливии (1): 2020